# Aleksandra Skłodowska
Aleksandra Danuta Skłodowska (ur. 20 grudnia 1953, zm. 7 maja 2024) – polska mikrobiolożka, dr hab. nauk biologicznych, profesor Instytutu Mikrobiologii Wydziału Biologii Uniwersytetu Warszawskiego.

## Życiorys
Absolwentka Wydziału Biologii Uniwersytetu Warszawskiego. W latach 1977–1981 była asystentką w Zakładach Badawczych i Projektowych Miedzi  we Wrocławiu. Następnie wróciła na Wydział Biologii UW. W 1986 r. obroniła pracę doktorską pt. Utlenianie zredukowanych nieorganicznych związków siarki przez Thiobacillus neapolitanus, której promotorką była prof. Mirosława Włodarczyk, w 1999 r. habilitowała się na podstawie pracy zatytułowanej Wybrane zjawiska zachodzące na granicy faz podczas bakteryjnego ługowania miedzi z rudy o podłożu piaskowcowym lub dolomitowym. W 2009 r. uzyskała tytuł profesora nauk biologicznych. Była zatrudniona na stanowisku profesora w Instytucie Mikrobiologii na Wydziale Biologii Uniwersytetu Warszawskiego. Z jej inicjatywy na tym wydziale powołano Pracownię Analizy Skażeń Środowiska, której kierownictwo objęła. Kierowała studiami podyplomowymi z ochrony środowiska prowadzonymi przez WB UW. Założyła pierwszy na Uniwersytecie Warszawskim spin-off RDLS Sp. z o.o. Zajmowała się bioremediacją, współpracując m.in. z Muzeum Pałacu Króla Jana III w Wilanowie.